# Economía de Armenia
Actualmente la economía de Armenia, después varios años de crecimiento económico de dos dígitos, enfrentó una fuerte recesión el año de 2009, con su PIB sufriendo una caída de 14% aquel año. La retracción en el sector de construcción civil y en los envíos hechos por trabajadores armenios en el exterior fueron las principales causas de la caída. La economía empezó recuperarse el 2010 con casi 5% de crecimiento.

## Historia
Durante el periodo soviético con economía planificada, Armenia desarrolló una fuerte industria, suministrando máquinas-herramienta, textiles y otros manufacturados a las repúblicas hermanas. Desde su independencia el país tiene se ha vuelto para una agricultura en pequeña escala, diferente del complejo agrícola-industrial de la era soviética. La industria aún representa más del 30% del producto interior bruto (PIB) del país y más del 40% de la mano de obra está empleada en la industria y la construcción. La producción es dominada por las manufacturas y la minería (oro, cobre, cinc, plata). Las máquinas y el caucho sintético, son los principales bienes manufacturados. Tras su independencia de la URSS, Armenia conservó por algunos años la moneda rusa, pero finalmente adoptó el dram como moneda nacional, debido a complicaciones surgidas al depender de la política monetaria de la Federación Rusa.

### Energía
El país posee la única central nuclear en la región caucásica, que fue heredada de la época soviética. Esta central no sufrió daños durante el terremoto de 1988, que afectó a buena parte de la infraestructura del país euroasiatico, cuyos efectos se hicieron sentir hasta mediados de los años 1990.